# 1650 a tudományban
Az 1650. év a tudományban és a technikában.

## Események
- A Kolumbo tengerfenéki vulkán felfedezése az Égei-tengerben.

## Születések
- Thomas Savery angol feltaláló (1715)

## Halálozások
- február 11. - René Descartes francia matematikus (*1596)